# Renato Hernán Pozzetto
Renato Hernan Pozzetto (San Carlos de Bariloche, Río Negro, 19 de mayo de 1953) es un expiloto de rallies argentino. Su actividad fue varía en muchas disciplinas del motor: rally de coches, motocross, karting, turismos, carreras de montaña, carreras sobre hielo.

## Palmarés
- 2° en el Rally de San Martín de los Andes en el 1979
- Vencedor del Rally Internacional de Bariloche en el 1981
- Vencedor del Rally Patagonia-Atacama en el 1983
- 3.º en el Rally de las Bodegas en el 1984
- 2.º en el Rally de la República Argentina en el 1985

- Datos: Q11247292